# Campeonato Mundial Feminino de Futebol de Salão de 2008
O Campeonato Mundial Feminino de Futebol de Salão de 2008 foi a primeira edição do Campeonato Mundial Feminino de Futebol de Salão - AMF. Tendo como cidade sede Réus, na Catalunha, Espanha. Contou com a presença de 12 países.
A seleção anfitriã da Catalunha foi a grande campeã do torneio.

## Primeira fase

### Grupo A
| País    | P | J | V | E | D | GP | GC | SG |
| ------- | - | - | - | - | - | -- | -- | -- |
| Rússia  | 4 | 2 | 2 | 0 | 0 | 7  | 4  | 3  |
| Galícia | 2 | 2 | 1 | 0 | 1 | 7  | 7  | 0  |
| Ucrânia | 0 | 2 | 0 | 0 | 2 | 6  | 9  | -3 |

| 29 de setembro | Rússia | 3 - 2 | Galícia | Pavelló Olímpic de Reus |
|                |        |       |         |                         |

| 30 de setembro | Galícia | 5 - 4 | Ucrânia | Pavelló Olímpic de Reus |
|                |         |       |         |                         |

| 1 de outubro | Rússia | 4 - 2 | Ucrânia | Pavelló Olímpic de Reus |
|              |        |       |         |                         |

### Grupo B
| País      | P | J | V | E | D | GP | GC | SG  |
| --------- | - | - | - | - | - | -- | -- | --- |
| Argentina | 4 | 2 | 2 | 0 | 0 | 14 | 3  | 11  |
| Venezuela | 2 | 2 | 1 | 0 | 1 | 7  | 7  | 0   |
| Bélgica   | 0 | 2 | 0 | 0 | 2 | 2  | 13 | -11 |

| 29 de setembro | Venezuela | 5 - 1 | Bélgica | Pavelló Olímpic de Reus |
|                |           |       |         |                         |

| 30 de setembro | Bélgica | 1 - 8 | Argentina | Pavelló Olímpic de Reus |
|                |         |       |           |                         |

| 1 de outubro | Venezuela | 2 - 6 | Argentina | Pavelló Olímpic de Reus |
|              |           |       |           |                         |

### Grupo C
| País      | P | J | V | E | D | GP | GC | SG |
| --------- | - | - | - | - | - | -- | -- | -- |
| Austrália | 4 | 2 | 2 | 0 | 0 | 15 | 2  | 13 |
| Paraguai  | 1 | 2 | 0 | 1 | 1 | 3  | 7  | -4 |
| Itália    | 1 | 2 | 0 | 1 | 1 | 5  | 14 | -9 |

| 29 de setembro | Paraguai | 3 - 3 | Itália | Pavelló Olímpic de Reus |
|                |          |       |        |                         |

| 30 de setembro | Itália | 2 - 11 | Austrália | Pavelló Olímpic de Reus |
|                |        |        |           |                         |

| 1 de outubro | Paraguai | 0 - 4 | Austrália | Pavelló Olímpic de Reus |
|              |          |       |           |                         |

### Grupo D
| País      | P | J | V | E | D | GP | GC | SG |
| --------- | - | - | - | - | - | -- | -- | -- |
| Colômbia  | 3 | 2 | 1 | 1 | 0 | 3  | 2  | 1  |
| Catalunha | 2 | 2 | 1 | 0 | 1 | 5  | 2  | 3  |
| Chéquia   | 1 | 2 | 0 | 1 | 1 | 1  | 5  | -4 |

| 29 de setembro | Catalunha | 4 - 0 | Chéquia | Pavelló Olímpic de Reus |
|                |           |       |         |                         |

| 30 de setembro | Chéquia | 1 - 1 | Colômbia | Pavelló Olímpic de Reus |
|                |         |       |          |                         |

| 1 de outubro | Catalunha | 1 - 2 | Colômbia | Pavelló Olímpic de Reus |
|              |           |       |          |                         |

|  |                             |
|  | Classificados fase final    |
|  | Eliminados na primeira fase |

## Fase final

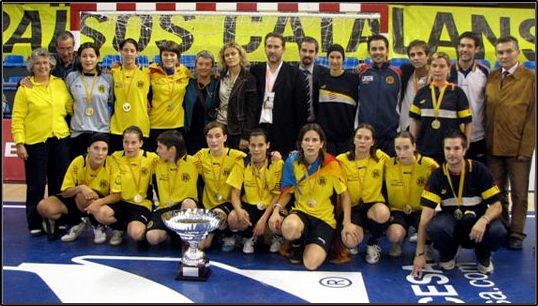
Seleção feminina da Catalunha, campeã mundial de 2008.

|  | Quartas-de-final | Quartas-de-final |           |          | Semifinais     | Semifinais     |  |  | Final | Final |
|  |                  |                  |           |          |                |                |  |  |       |       |
|  |                  |                  |           |          |                |                |  |  |       |       |
|  |                  |                  |           |          |                |                |  |  |       |       |
|  | Rússia           | 3                |           |          |                |                |  |  |       |       |
|  | Rússia           | 3                |           |          |                |                |  |  |       |       |
|  | Venezuela        | 1                |           |          |                |                |  |  |       |       |
|  | Venezuela        | 1                | Rússia    | 2        |                |                |  |  |       |       |
|  |                  |                  | Rússia    | 2        |                |                |  |  |       |       |
|  |                  | Catalunha        | 3         |          |                |                |  |  |       |       |
|  | Austrália        | Catalunha        | 3         | 2        |                |                |  |  |       |       |
|  | Austrália        |                  |           | 2        |                |                |  |  |       |       |
|  | Catalunha        | 3                |           |          |                |                |  |  |       |       |
|  | Catalunha        | 3                | Catalunha | 4        |                |                |  |  |       |       |
|  |                  |                  | Catalunha | 4        |                |                |  |  |       |       |
|  |                  | Galícia          | 0         |          |                |                |  |  |       |       |
|  | Argentina        | Galícia          | 0         | 1        |                |                |  |  |       |       |
|  | Argentina        |                  |           | 1        |                |                |  |  |       |       |
|  | Galícia          | 8                |           |          |                |                |  |  |       |       |
|  | Galícia          | 8                | Galícia   | 3 (2)    | Terceiro lugar | Terceiro lugar |  |  |       |       |
|  |                  |                  | Galícia   | 3 (2)    | Terceiro lugar | Terceiro lugar |  |  |       |       |
|  |                  | Colômbia         | 3 (1)     |          |                |                |  |  |       |       |
|  | Colômbia         | Colômbia         | 3 (1)     | 5        | Rússia         | 4              |  |  |       |       |
|  | Colômbia         |                  |           | 5        | Rússia         | 4              |  |  |       |       |
|  | Paraguai         | 1                |           | Colômbia | 6              |                |  |  |       |       |
|  | Paraguai         | 1                |           |          | 6              |                |  |  |       |       |
|  |                  |                  |           |          |                |                |  |  |       |       |
|  |                  |                  |           |          |                |                |  |  |       |       |

### 3º / 4º
| 5 de outubro de 2008 | Rússia | 4 – 6 | Colômbia | Pavelló Olímpic de Reus |
|                      |        |       |          |                         |

### 1º / 2º
| 5 de outubro de 2008 | Catalunha | 4 – 0 | Galícia | Pavelló Olímpic de Reus |
|                      |           |       |         |                         |

| Campeonato Mundial Feminino de Futebol de Salão de 2008 |
| ------------------------------------------------------- |
| Catalunha 1º título                                     |